# Olmos de Peñafiel
Olmos de Peñafiel település Spanyolországban, Valladolid tartományban. Olmos de Peñafiel Peñafiel, Castrillo de Duero, Cuevas de Provanco, Sacramenia és Rábano községekkel határos. Lakosainak száma 38 fő (2024).

## Népesség
A település népessége az utóbbi években az alábbiak szerint változott:
| Lakosok száma | 84   | 80   | 76   | 74   | 69   | 64   | 60   | 52   | 42   | 38   |
|               | 2001 | 2004 | 2007 | 2009 | 2012 | 2014 | 2017 | 2019 | 2022 | 2024 |